# 기원전 23세기
기원전 23세기는 기원전 2300년부터 기원전 2201년까지를 말한다.

## 주요 사건
- 기원전 2300년경 - 북유럽에서 철이 사용되기 시작했다.
- 기원전 2300년경 - 중부유럽(근대의 체코 지역)에 우네치체 문화가 유입되기 시작했다.
- 기원전 2300년경 - 메소포타미아에서 천문 관측이 시작되었다.
- 기원전 2285년경 - 우르에서 달의 신 난나의 대제사장 엔헤두안나가 태어났다.
- 기원전 2278년 - 파라오 페피 2세의 재위 기간이 시작되었다.
- 기원전 2240년경 - 아카드 제국의 수도 아카드가 고대 이집트의 수도 멤피스를 제치고 세계에서 가장 큰 도시가 되었다.[1]
- 기원전 2215년 7월경 - 헤일-밥 혜성이 태양계 안쪽에 접근했다.

## 년대와 년도
| 기원전 2300년대 | 전2309 | 전2308 | 전2307 | 전2306 | 전2305 | 전2304 | 전2303 | 전2302 | 전2301 | 전2300 |
| 기원전 2290년대 | 전2299 | 전2298 | 전2297 | 전2296 | 전2295 | 전2294 | 전2293 | 전2292 | 전2291 | 전2290 |
| 기원전 2280년대 | 전2289 | 전2288 | 전2287 | 전2286 | 전2285 | 전2284 | 전2283 | 전2282 | 전2281 | 전2280 |
| 기원전 2270년대 | 전2279 | 전2278 | 전2277 | 전2276 | 전2275 | 전2274 | 전2273 | 전2272 | 전2271 | 전2270 |
| 기원전 2260년대 | 전2269 | 전2268 | 전2267 | 전2266 | 전2265 | 전2264 | 전2263 | 전2262 | 전2261 | 전2260 |
| 기원전 2250년대 | 전2259 | 전2258 | 전2257 | 전2256 | 전2255 | 전2254 | 전2253 | 전2252 | 전2251 | 전2250 |
| 기원전 2240년대 | 전2249 | 전2248 | 전2247 | 전2246 | 전2245 | 전2244 | 전2243 | 전2242 | 전2241 | 전2240 |
| 기원전 2230년대 | 전2239 | 전2238 | 전2237 | 전2236 | 전2235 | 전2234 | 전2233 | 전2232 | 전2231 | 전2230 |
| 기원전 2220년대 | 전2229 | 전2228 | 전2227 | 전2226 | 전2225 | 전2224 | 전2223 | 전2222 | 전2221 | 전2220 |
| 기원전 2210년대 | 전2219 | 전2218 | 전2217 | 전2216 | 전2215 | 전2214 | 전2213 | 전2212 | 전2211 | 전2210 |
| 기원전 2200년대 | 전2209 | 전2208 | 전2207 | 전2206 | 전2205 | 전2204 | 전2203 | 전2202 | 전2201 | 전2200 |
| 기원전 2190년대 | 전2199 | 전2198 | 전2197 | 전2196 | 전2195 | 전2194 | 전2193 | 전2192 | 전2191 | 전2190 |